# پائولینا پوریژکوا
پائولینا پوریژکوا (چکی: Pavlína Pořízková؛ زادهٔ ۹ آوریل ۱۹۶۵) یک هنرپیشه و مانکن (فرد) اهل ایالات متحده آمریکا است.

## گزیده فیلمشناسی
از فیلم‌ها یا برنامه‌های تلویزیونی که وی در آن نقش داشته‌است می‌توان به آثار زیر اشاره کرد.
- آنا (۱۹۸۷)
- رؤیای آریزونا (۱۹۹۳)
- بلوز زنگ عروسی (۱۹۹۶)
- پنجشنبه (فیلم) (۱۹۹۸)
- کارآموز (فیلم ۲۰۰۰) (۲۰۰۰)
- پخش زنده شنبه شب (۱۹۸۷)
- مدل برتر بعدی آمریکا (۲۰۰۸–۲۰۱۰)
- کدبانوهای وامانده (۲۰۱۰)
- معماهای لورا (۲۰۱۵)
- کلاه شب (مجموعه تلویزیونی) (۲۰۱۶)